# Ecsedi Jozefa
Ecsedi Jozefa, född 1795, död 1827, var en ungersk skådespelare och operasångare.
Hon var hustru till en godsägare vid namn Vajna, från vilken hon skilde sig och blev skådespelerska i Cluj. 1809, under ledning av László Vida, spelade hon i Hackers teatersällskap i Pest, 1816 skrev hon på ett kontrakt med Dávid Kilényis teatersällskap och bodde hos honom i 6 år, hon var den andra sångerskan i hans teatersällskap vid sidan av Déryné. 1822 blev hon sångare-skådespelare och turnerade sedan i hela landet. 1823-24 fortsatte hon med att studera i Wien i nio månader. Hon framträdde i Debrecen den 27 december 1824. Senare gifte hon sig med Alajos Kőszeghyblev. Hon beskrivs som mycket vacker och uppskattades för sin röst. 
Hennes främsta roller var: Marcsa i »Tündérkastély«, och fru Smikert i »Szép és rút laényá«. Hennes sista framträdande var i Cluj-Napoca den 13 januari 1827 i »Keresztes vitézek«, Kotzebues stycke i rollen som Salome. Hon dog av vattensjuka i Cluj den 24 maj samma år.